# ليلة العقبة

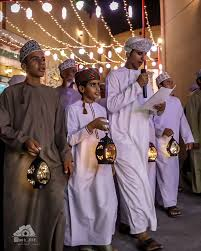
الاحتفال بليلة العقبة

ليلة العقبة؛ مناسبة شعبية يحتفل بها أهالي ولاية نزوى في سلطنة عمان خلال شهر رمضان المبارك. يُطلق عليها أيضًا “يوم العقبة”. ويصعد فيها الأهالي إلى قمة الجبل لرؤية اكتمال القمر في ليلة الرابع عشر من رمضان، التي تُعلن دخول منتصف الشهر الفضيل. تُعد هذه العادة من التقاليد التي يتوارثها الناس من جيل إلى جيل، وتستمر إلى يومنا هذا.

## الاحتفال بليلة العقبة
تجتمع الأسر في هذه الليلة حول مائدة تضم الحلوى والقهوة للاحتفال بمرور 14 يومًا من شهر رمضان بعد أداء صلاة التراويح ، ويعتبر هذا التجمع فرصة للتواصل الاجتماعي والاحتفاء ببداية العد التنازلي لاستقبال عيد الفطر المبارك.

## أهمية ليلة العقبة في التراث العماني
تبرز أهمية هذه الليلة في أنها:
- من التقاليد الأصيلة في ولاية نزوى
- تحمل رمزية خاصة تعكس الارتباط الروحي والإجتماعي عند أفراد المجتمع العماني
- تعزز الروابط العائلية والاجتماعية بين أبناء المجتمع[3]

## وصلات خارجية
- ليلة العقبة في ولاية نزوى
- سليمان المنذري يستذكر ليلة العقبة
- أطفال يحتفلون افتراضيا بليلة العقبة